# Bà xã tôi đâu
Bà xã tôi đâu (tiếng Hàn: 돌아와요 순애씨; Romaja: Dorawayo Sunaessi) là một bộ phim truyền hình Hàn Quốc 2006 được chiếu trên SBS từ 12 tháng 7 đến 31 tháng 8 năm 2006 vào mỗi thứ 4&5 lúc 21:55 gồm 16 tập với sự tham gia của diễn viên Shim Hye-jin và Park Jin-hee
Tại Việt Nam, phim được TVM Corp. mua bản quyền và phát sóng trên kênh HTV3.

## Phân vai

### Nhân vật chính
- Shim Hye-jin bai Heo Soon-ae (tuổi: 40)
- Park Jin-hee vai Han Cho-eun (tuổi: 28)
- Lee Jae-hwang vai Jang Hyeon-woo (tuổi: 32)
- Yoon Da-hoon vau Yoon Il-seok (tuổi: 42)

### Nhân vật phụ
- Jung Jae-soon vai Yeo Myung-ja (tuổi: 65)
- Kwon Hae-hyo vai Han Hyun-jong
- Park Mi-sun vai Park Jung-sook (tuổi: 40)
- Ahn Moon-sook vai Jo Dae-sook
- Lee Seon-jin vai Kang Eun-kyung (tuổi: 30)
- Kim Hyung-bum vai Seo Joon-ho (tuổi: 30)
- Hwang Ji-hyun vai Lee So-myung
- Jang Ji-woo vai Han Jae-woong
- Shin Dong-woo vai Yoon Chan

## Làm lại
Nga đã làm lại phim với tên Немного не в себе ("In the Wrong Skin") chiếu trên Channel One từ 29 tháng 8 đến 15 tháng 9 năm 2011 gồm 12 tập.
Indonesia cũng đã làm lại phim với tên Pacarku bukan istriku.